# Reprezentacja Prowansji w piłce nożnej mężczyzn
Reprezentacja Prowansji w piłce nożnej – reprezentacja regionu w południowo-wschodniej Francji należąca do NF-Board. Swoje pierwsze spotkania rozegrała już w 1921 roku z reprezentacją Katalonii przegrywając 0:4 i 0:1. Na kolejne spotkania trzeba było czekać do roku 2008 i turnieju VIVA World Cup, gdzie reprezentacja ta zajęła ostatnie miejsce z zerowym dorobkiem punktów. Swoją pierwszą wygraną zespół zanotował pod koniec roku 2008 wygrywając z Monako 3:2

## Mecze
| Data       | (Turniej) - Miejsce                      | Gospodarz        | - | Gość             | Wynik           |
| ---------- | ---------------------------------------- | ---------------- | - | ---------------- | --------------- |
| 26-06-2009 | VIVA World Cup 2009 - Padania, Brescia*  | Sápmi            | - | Prowansja        | 4 - 4 karne 5:4 |
| 25-06-2009 | VIVA World Cup 2009 - Padania, Varese*   | Iracki Kurdystan | - | Prowansja        | 6 - 0           |
| 23-06-2009 | VIVA World Cup 2009 - Padania, Varese*   | Sápmi            | - | Prowansja        | 1 - 2           |
| 22-06-2009 | VIVA World Cup 2009 - Padania, Novara*   | Gozo             | - | Prowansja        | 1 - 3           |
| 20-12-2008 | Monako                                   | Monako           | - | Prowansja        | 2 - 3           |
| 12-07-2008 | 2008 VIVA World Cup - Sápmi, Gällivare   | Sápmi            | - | Prowansja        | 4 - 2           |
| 10-07-2008 | 2008 VIVA World Cup - Sápmi, Malmberget* | Prowansja        | - | Aramejczycy      | 0 - 5           |
| 09-07-2008 | 2008 VIVA World Cup - Sápmi, Malmberget* | Prowansja        | - | Iracki Kurdystan | 0 - 3           |
| 08-07-2008 | 2008 VIVA World Cup - Sápmi, Gällivare*  | Prowansja        | - | Padania          | 1 - 6           |
| 04-04-1921 | Katalonia                                | Katalonia        | - | Prowansja        | 0 - 1           |
| 03-04-1921 | Katalonia                                | Katalonia        | - | Prowansja        | 0 - 4           |

*–Mecz na neutralnym terenie

## VIVA World Cup
| VIVA World Cup | VIVA World Cup    | VIVA World Cup    | VIVA World Cup    | VIVA World Cup    | VIVA World Cup    | VIVA World Cup    | VIVA World Cup    | VIVA World Cup    |
| Rok            | Runda             | Poz               | M                 | Z                 | R                 | P                 | G+                | G-                |
| -------------- | ----------------- | ----------------- | ----------------- | ----------------- | ----------------- | ----------------- | ----------------- | ----------------- |
| 2006           | Nie uczestniczyła | Nie uczestniczyła | Nie uczestniczyła | Nie uczestniczyła | Nie uczestniczyła | Nie uczestniczyła | Nie uczestniczyła | Nie uczestniczyła |
| 2008           | Faza grupowa      | 5 miejsce         | 4                 | 0                 | 0                 | 4                 | 3                 | 18                |
| 2009           | Mecz o 3 miejsce  | 4 miejsce         | 4                 | 2                 | 1                 | 1                 | 9                 | 12                |
| 2010           | ?                 | ?                 | ?                 | ?                 | ?                 | ?                 | ?                 | ?                 |
| 2011           | ?                 | ?                 | ?                 | ?                 | ?                 | ?                 | ?                 | ?                 |
| SUMA:          | SUMA:             | SUMA:             | 8                 | 2                 | 1                 | 5                 | 12                | 30                |

## Aktualna kadra
(skład powołany na turniej VIVA World Cup 2008)
| nr.         | Nazwisko i Imię  | Data ur. dd/mm/rrrr | Klub        |
| Bramkarz:   | Bramkarz:        | Bramkarz:           | Bramkarz:   |
| ----------- | ---------------- | ------------------- | ----------- |
| 1           | G'Bala Stéphane  | 24/03/1985          | Eole Sports |
| Obrońcy:    |                  |                     |             |
| 16          | Decalion Hervé   | 06/06/1963          | Eole Sports |
| 19          | Fiala Joher      | 08/11/1984          | Eole Sports |
| 5           | Lamas Stéphane   | 28/10/1980          | Eole Sports |
| 3           | Menza Maxime     | 24/07/1987          | Eole Sports |
| 4           | Zeroual Jalal    | 23/07/1985          | Eole Sports |
| Pomocnicy:  |                  |                     |             |
| 6           | Alberghi Cyril   | 19/02/1990          | Eole Sports |
| 7           | Davy Laurent     | 28/04/1985          | Eole Sports |
| 10          | Lopez Michaël    | 26/05/1988          | Eole Sports |
| 17          | Tolaini Fabien   | 06/02/1984          | Eole Sports |
| Napastnicy: |                  |                     |             |
| 9           | Giordano Stephan | 17/05/1983          | Eole Sports |
| 8           | Hammani Eddy     | 18/09/1987          | Eole Sports |
| 11          | Hammoud Ennys    | 15/02/1988          | Eole Sports |
| 18          | Marcade Thierry  | 15/11/1964          | Eole Sports |
| 13          | Talbi Samir      | 14/12/1987          | Eole Sports |